# Країна мрії (Цілком таємно)
Країна мрії (Dreamland) — 4-й і 5-й епізоди шостого сезону серіалу «Цілком таємно». Епізоди не належать до «міфології серіалу» — це «монстри тижня». Прем'єра в мережі «Фокс» відбулася 29 листопада і 6 грудня 1998 року.
«Країна мрії» за шкалою Нільсена отримала рейтинг домогосподарств, рівний 10,1, який означає, що в день виходу її подивилися 17,48 мільйона чоловік.

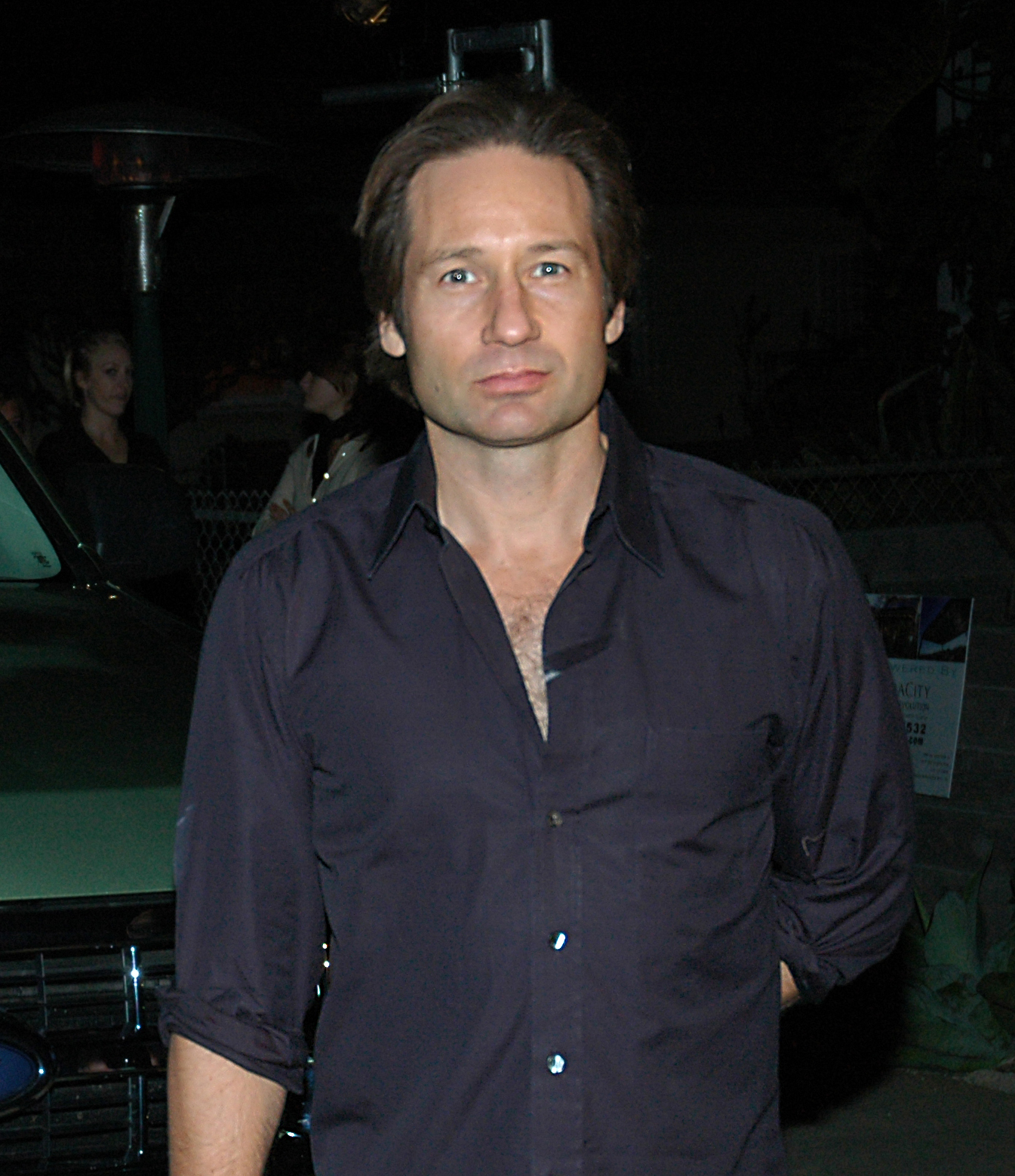

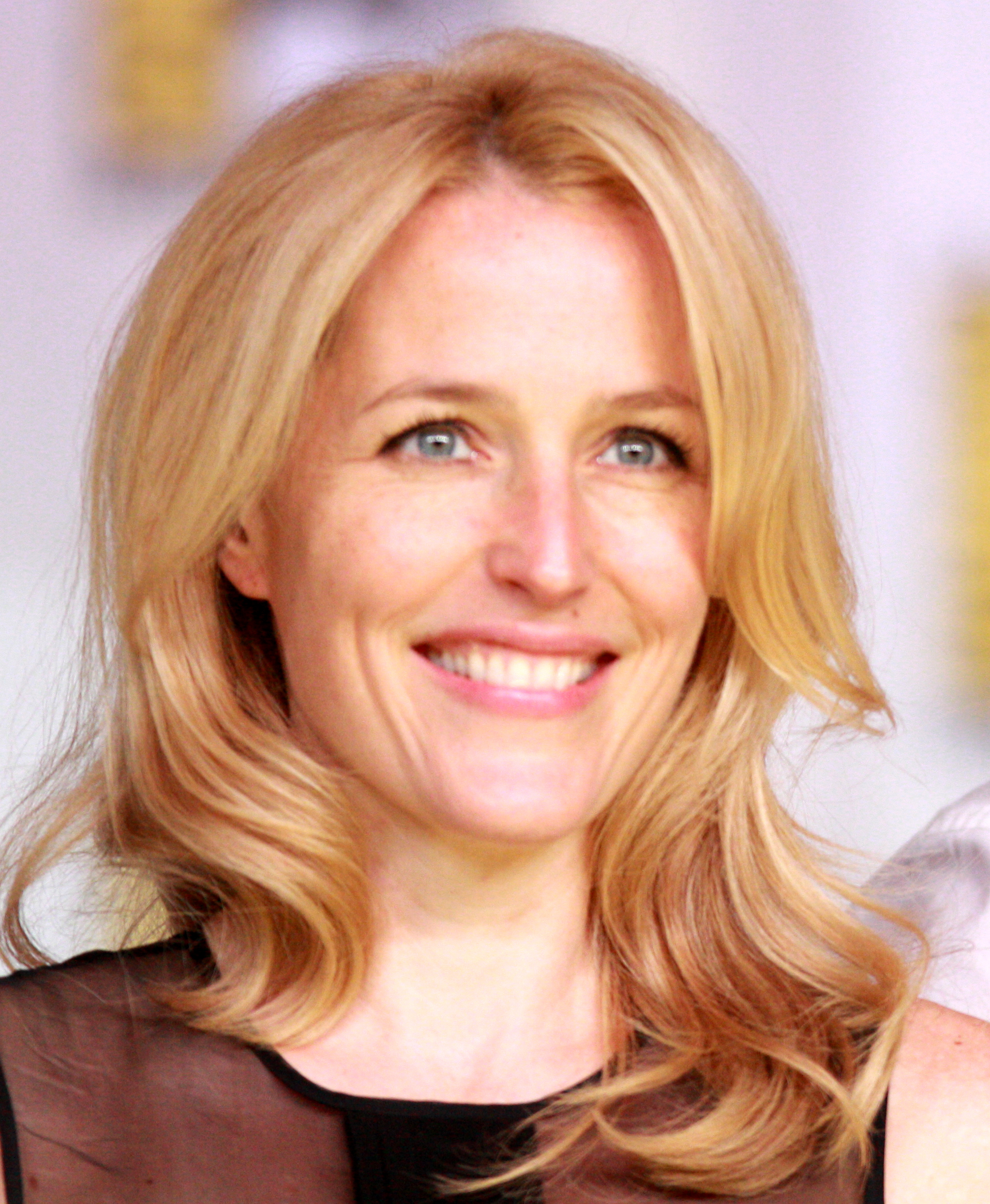

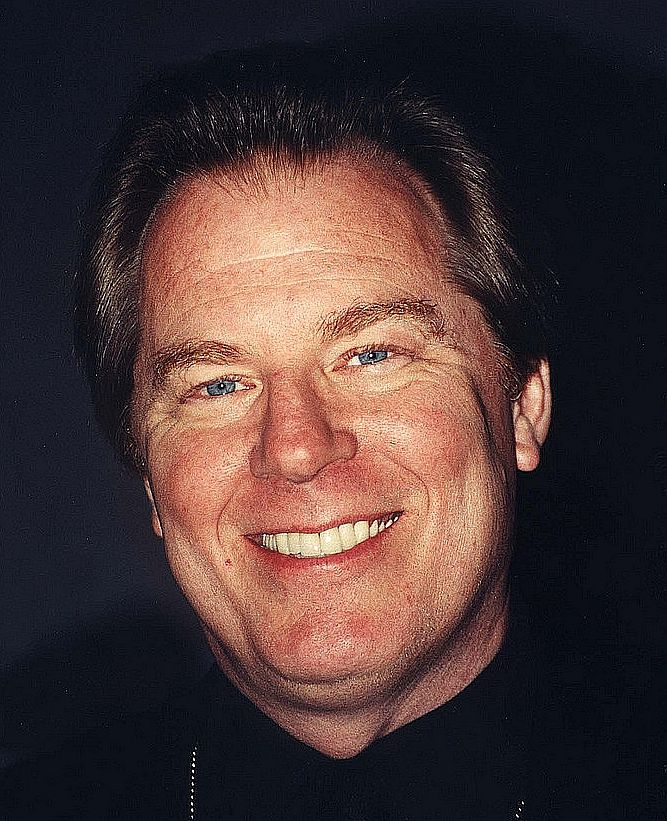

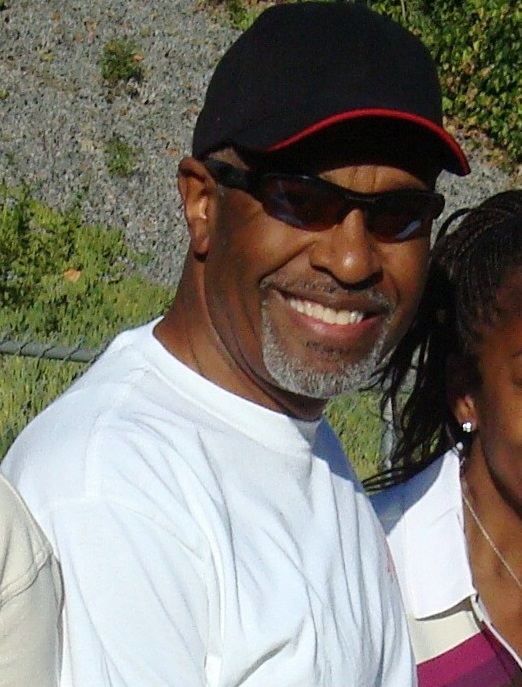

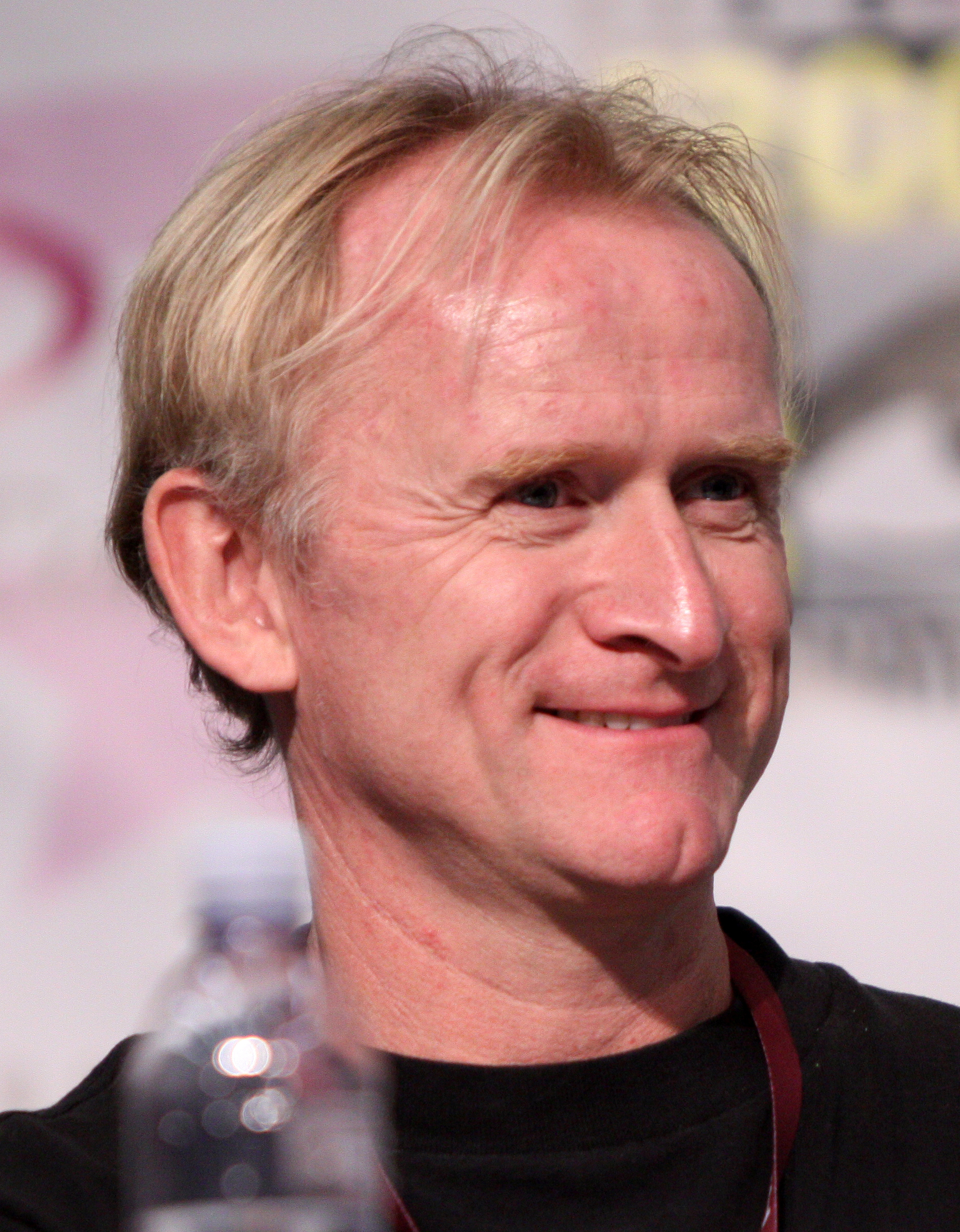

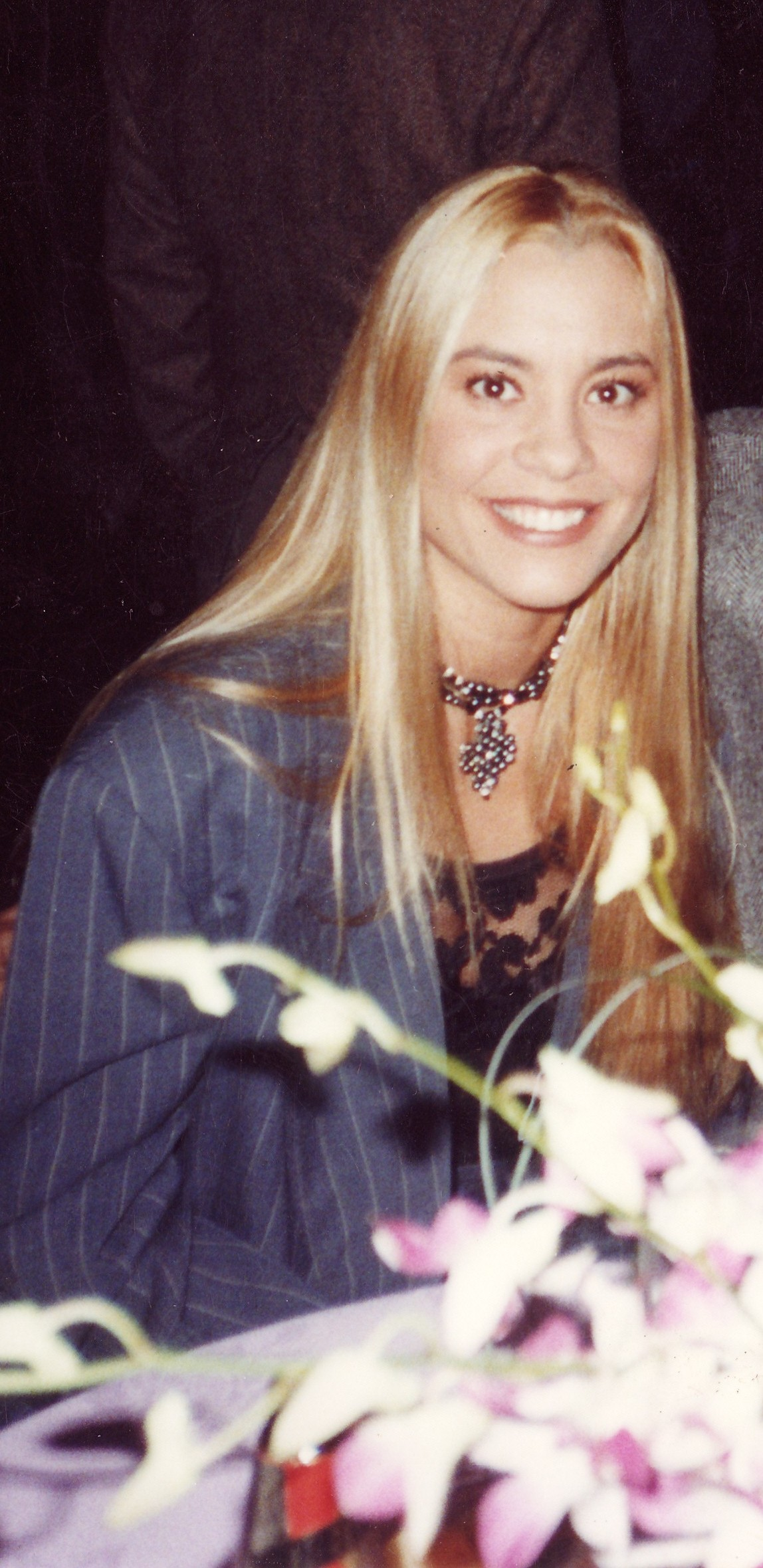

Малдер і Скаллі намагаються потрапити в «Зону-51», «Мекку» уфологів і прихильників теорії змови. На нічній дорозі в Неваді їх машину зупиняють «люди в чорному» і вимагають забиратися подалі. Раптово над героями дійства пролітає якийсь літальний апарат, і виявляється, що герої через нього помінялися душами. Також змінився душею зі старшою індіанкою в резервації і пілот цього секретного літального апарата. Малдер тепер — типовий представник середнього класу з власним будинком, дружиною і двома дітьми. Фоксу треба довести переміщення душ і повернутися до свого попереднього стану.

## Зміст
Істина поза межами досяжного
Фокс Малдер та Дейна Скаллі рухаються перед опівніччю в Неваді по трасі «375». Вони хочуть відвідати установу «зона 51» (штат Невада), отримавши підказку від працівника війцськового закладу щодо космічних кораблів. Коли вони їдуть по шосе, Скаллі скаржиться — навколо людт живуть своїм нормальним життям — а вони тільки їдуть в пошуках невідомо чого. Агентів оточують джипи, що перевозять солдатів на чолі з Людиною в чорному Моррісом Флетчером. Починється гуркотіння, коли НЛО летить над головою, і яскраве світло від нього проходить над людьми. Шось з НЛО спрямовується на Малдера. Малдер бачить що Скаллі тримає Флетчера і каже йому йти — ніби це він її напарник. Флетчер і Малдер від'їздять — Малдер лишається з вояками, але ніхто з присутніх про це не знає.
Вояки звертаються до Фокса як до Флетчера і готові стріляти по від'їжджаючих. Малдера відвозять назад у «Зону-51» разом із двома іншими Людьми в чорному, Говардом Гродіном та Джеффом Смоуджем. На вході вояк перевіряє посвідчення — Малдер з жахом дивиться на своє — Морріса Флетчера; на камері відеоспостереження він теж бачить не себе. На заправці Флетчер просить Скаллі купити йому пачку «Morley». Після гнівного телефонного дзвінка дружини Флетчера Джоан, Малдер — все ще у тілі Флетчера — їде додому до Флетчерів. Вдома у Флетчерів Малдер дізнається шо у них телефон підключений до внутрішньої лінії — дзвінок «назовні» йде через оператора. Замість того, щоб спати в спальні, він вирішує спати внизу в м'якому кріслі і дивитися порнографію. Переодягаючись, Малдер отримує телефонний дзвінок від Смоуджа, який пояснює, що військові обстежили уламки корабля що розбився напередодні увечері, виявивши, що один з пілотів-людей «вплавився» у скелю, але все ще живий. Інший військовик, капітан Роберт Макдоно, теж живий — але з відхиленням поведінки — він говорить невідомою мовою.
Наступного дня ніби-Малдер у відділку ФБР губиться і плутається при відповідях Скаллі. Заступник директора Корш розпікає агентів за неслухняність. Ніби-Малдер просить у Корша вибачення — чим цілком вибиває Дейну з колії. Ідучи ніби-Малдер ляпає Скаллі по сідниці — вона застигає як стовп. Коли ніби-Флетчера пробуджує Джоанна, він звертається до неї як до Скаллі. При спілкуванні з родиною Флетчерів Фокс дізнається — вдома на Морріса чекає ядерна зима. При передяганні Фокс дивиться в дзеркало — і бачить Флетчера. Він навіть робить циркові номери перед дзеркалом — аби перевірити чи не повторює людина в дзеркалі його рухи. До Морріса дзвонить співробітник і повідомляє — коїться щось неймовірне.
Капітан Макдоно хитається і повторює фразу невідомою воякам мовою — її ідентифікували як мову індіанців хопі, насправді в тілі вояка розум індіанки 75-річної Лани Чі — з резервації за 35 миль звідти. В сусідній кімнаті сидить сива індіанка — при входженні військових вона схоплюється і по-військовому прикладає руку до голови. Індіанка чітко відповідає і перепрошує за свій теперішній вигляд.
Малдер телефонує Скаллі і намагається пояснити, що він — справжній Малдер. Скаллі не вірить йому і просить Флетчера — в тілі Малдера — взяти і послухати розмову. Флетчер вирішує, що їм слід негайно повідомити керівництво про цей випадок, що ще більше бентежить Скаллі. Малдер зупиняється на заправці по дорозі до «Бази-51» та лишає здачу працівнику. Коли Фокс рушає далі, земля здригається і на заправці падає продукція. Якась сила вибиває скло в дверях заправки. При під'їзді до бази Малдер бачить — 3 джипи від'їздять звідти. Співробітник Флетчера повідомляє про проблеми і Малдер теж від'їздить. Вони прибувають на розгромлену заправку — Малдер всередині будови знаходить продавця не при своєму розумі. Малдер вимагає потерпілому лікаря — вояк дострелює працівника заправки. Вояки підривають заправку.
Скаллі йде до квартири Малдера — де Флетчер фліртує з помічницею Керша — і розповідає Флетчеру, що вони простежили телефонний дзвінок до телефонної пошти біля «Зони-51». Дейна підозрює, що це дзвонив інформатор Малдера. Флетчер байдужий до цієї новини, і Скаллі кричить на нього, відчуваючи, що його поведінка дуже дивна. Особливо що відсутність турбування про «Цілком таємно» абсолютно не в його характері.
Військовики досліджують виявлене незвичне явище — люди виявили ящірку «вплавлену» в камінну брилу. Вони говорять про «нульову точку» і розрив у часово-просторовому континуумі — ящірка й камінь існують у тому самому викривленому часі й просторі.
Скаллі вирішує провести розслідування і їде через пустелю до «зони-51». Вона зупиняється на згорілій заправці і виявляє, що 10-центова і 1-центова монети вплавлені отда в одну перпендикулярно. Дружина Флетчера звинувачує ніби-чоловік в прохолодності. Малдер наманається переконати її і каже — я зараз точно не той чоловік яким був Морріс. Дружина Флетчера співчуває чоловіку — як вона зрозуміла — він втратив потенцію. Скаллі прибуває до будинку Флетчера, Малдер відчайдушно намагається переконати Скаллі, що він — насправді Малдер. Скаллі залишається скептичною і вважає, що будь-яку інформацію, яку описує Малдер, можна отримати іншими способами. Тим часом пані Флетчер викидає з дому чоловікові речі. Малдер каже Скаллі, що знайде наукові докази аварії НЛО та наслідків проблем тієї ночі. Флетчер, підслухавши розмову, телефонує до свого старого кабінету, представляючи себе Малдером, щоб повідомити співробітників про «джерело витоку інформації» — Малдер представляється як Флетчер. Малдер на військовому складі знаходить «чорну скриньку» та намагається вислизнути. До Скаллі дзвонить Керш і повідомляє — ніби-Малдер поінформував його про контакти з військовою авіацією і злив плани Дейни. Малдер йде до станції иехобслуговування в окрузі Лінкольн з пакетом в руці. Військова поліція прибуває в призначену годину, і Малдера тягнуть геть, Фокс відчайдушно намагається переконати Скаллі.

## Створення
Спочатку Гаррі Шендлінґу пропронували, щоби зіграв роль Флетчера. Однак він по знімальному розкладу був недоступний, тому що відбувалися зйомки фільму «Місто і село». Згодом він з'явився в сьомому сезоні — епізод «Голлівуд, н. е.», граючи вигадану версію себе. Знімальний колектив почав шукати заміну, передивляючись, як зазначив режисер кастингу Рік Міллікан, «списки та списки» потенційних акторів. Вінс Гілліган, однак, зазначив, що Маккін «був у першій частині нашого списку з самого початку». Маккін був дуже радий зіграти цю роль, хоча він спеціально попросив сценаристів не «вбивати» його персонажа.
Джулія Вера була обрана на роль Лани Чі, жінки народності хопі, чий розум помінявся з розумом молодого пілота ВПС. Щоб зробити її старшою, Вері наносили спеціальний грим та засоби для обличчя. Також були виготовлені спеціальні контактні лінзи, надаючи її очам похмурий вигляд. Сцену, коли вона штовхає недопалок на коліна Малдера, відзняли за п'ять спроб, оскільки лінзи перешкоджали гостроті її зору.
Виробництво «Країни мрій» призвело до тимчасового переїзду в «Ед-клуб», каліфорнійське кіноранчо біля Ланкастера. Оскільки «Ед-клуб» знаходився майже за 100 миль від студії «Фокс», більшій частині знімального колективу довелося проживати в мотелях, розташованих у пустелі. Так як це місце зйомок було за межами зони студії Лос-Анджелеса, кінокомпанія була зобов'язана виплатити всім акторам та працівникам продюсерів добові, що покривали вартість харчування та бронювання мотелів — це призвело до бюджетних обмежень. На півдорозі зйомок епізодів Духовни запитував: «Коли зйомки повертаються до Лос-Анджелеса?» Протягом кількох днів колектив виготовив футболки, які жартома відповідали на це питання.
Багато локацій в епізоді були створені з нуля — або звичайними способами, або за допомогою комп'ютерних технологій. Заправна станція, яка вибухає, була встановлена відділом бутафорії біля Ланкастера та оснащена бензонасосами від нещодавно закритої станції. Потім магазин був заставлений товарами, по тому — задекорований для вибуху. Після того, як знімальний майданчик був знищений, а зйомки припинені, сліди від вибуху швидко розчистили. За словами майстра декорацій Дюка Томасіка «було так, якби все це навіть ніколи не існувало». «База 51», урядові літаки та інопланетяни були створені за допомогою технології CGI виробником візуальних ефектів Біллом Мілларом. Спочатку ефект деформації нагадував «блакитний аркуш», за словами продюсера Джона Шибана, без ефекту розмиття, який видно в готовому епізоді. Зрештою бригада зйомок прийшла до висновку, що цей ефект був негодящим, і тому кадри зробили розмитими, щоб створити більш переконливий ефект «молекулярної передачі».
Інші локації були або реальними, або знімались із використанням макетів. Ворота до «Бази 51» були зняті на пустельній огорожі біля межі округів Лос-Анджелес і Сан-Бернардіно. Пізніше сцена була доповнена матовою картиною, щоб вивершити ефект. Хоча в Рейчелі (штат Невада), поряд із трасою 375 дійсно є кафе «Little A'Le'Inn», ані зовнішня, ані внутрішня сторона цього закладу не були представлені в епізоді.

## Сприйняття
Вперше «Країна мрій» вийшла в ефір у США 29 листопада 1998 року. Перша частина отримала рейтинг Нільсена 10,1, з часткою 15, що означає — приблизно 10,1 відсотка усіх домогосподарств, обладнаних телевізором, і 15 відсотків домогосподарств, які дивляться телевізор, були налаштовані на епізод. Його переглянули 17,48 мільйона людей.. Перша частина вийшла в ефір у Великій Британії та Ірландії на «Sky One» 28 березня 1999 року і отримала перегляд 0,73 млн глядачів та стала четвертим найбільш переглядуваним епізодом того тижня.
Епізод отримав в основному неоднозначні відгуки критиків. Багато хто коментував залежність епізоду від гумору. Роберт Шірман і Ларс Пірсон в своїй книзі «Хочемо вірити: критичне керівництво з Цілком таємно, Мілленіуму та Самотніх стрільців» надали епізоду 2 зірки з п'яти і зазначили, що цьому диптиху не вистачало структурності. Пола Вітаріс з «Cinefantastique» надала обидвом епізодам змішані відгуки, присудивши першій частині 2.5 зірки з чотирьох, а другій — дві зірки. Вітаріс була незадоволена кількістю комедійного, використаного в цьому епізоді, зазначивши — одного разу Малдер відвідав будинок Флетчера, і «комедія закисає». Вона стверджувала, що члени сім'ї Флетчер були зразковими карикатурами. Незважаючи на ці огріхи, вона високо оцінила сцену вбивства співробітника заправки, стверджуючи — «на мить цей епізод справді вистрілює»..
Не всі відгуки були цілком негативними. Зак Гендлен з «The A.V. Club» позитивно написав про першу частину епізоду як гумористичну та відзначив її B +. Однак він дещо критикував заповнення епізоду — зокрема, роль Нори Данн як дружини Флетчера, але стверджував, що «на кожен біт, який не грає в епізоді, є три, що працюють».. Том Кессеніч у своїй книзі «Експертиза: несанкціонований погляд на сезони 6–9 „Цілком таємно“» пише, що «моє остаточне судження щодо „Країни мрій“ [частина перша] полягає в тому, що я насолоджувався розважальною цінністю, яку вона представляла. Це було весело, і я не з тих, хто хоч час від часу відмовиться трохи від пустощів». Однак оглядачка «Den of Geek» Жульєтт Гарріссон побачила епізод у більш позитивному світлі і написала: "Шостий сезон включав ще кілька чудових епізодів, лише частково пов'язаних з головною лінією історії — перша і друга частини «Країни мрій». Керрі Фолл із «DVD Journal» позитивно написала про ці серії та визначила їх в числі «найкращих епізодів за останні роки». Гарет Вігмор із «TV Zone » дав першій частині епізоду рейтинг 8 із 10 і вказав на «сильну розповідь історії, розумний діалог та хорошу акторську гру». Ерл Крессі з «DVD Talk» дійшов висновку, що обидві частини «Країни мрій» були однією з «головних подій шостого сезону». Оглядач назвав «Країну мрій» четвертим найсмішнішим уривком серіалу.

## Знімалися
| Актор                  | Роль                    |
| ---------------------- | ----------------------- |
| Девід Духовни          | Фокс Малдер             |
| Джилліан Андерсон      | Дейна Скаллі            |
| Майкл Маккін           | Морріс Флетчер          |
| Нора Данн              | Джоанна Флетчер         |
| Джеймс Пікенс-молодший | Елвін Керш              |
| Майкл Сільвер          | Говард Гродін           |
| Том Брейдвуд           | Мелвін Фрогікі          |
| Дін Гаглунд            | Річард Ленглі           |
| Брюс Гарвуд            | Джон Фіцджеральд Байєрс |
| Ліза Джоанн Томпсон    | Келлі                   |
| Джон Магон             | Вегман                  |
| Кріс Уфланд            | Сем                     |